# Za minutę północ
Za minutę północ (ang. One minute to midnight) – książka autorstwa Michaela Dobbsa.
Książka porusza problematykę konfliktu z 1962 r. między Stanami Zjednoczonymi a ZSRR. Autor opisuję w książce relacje między przywódcami dwóch mocarstw świata. Wydarzenia z 1962 r., będące efektem Inwazji w zatoce świń, były etapem zimnej wojny.
Autor książki opisuje okres od godziny 11:50 wtorku 16 października 1962 do 11:10 niedzieli 28 października 1962, z perspektywy Białego domu i jego otoczenia. Głównymi bohaterami są Prezydent Kennedy i jego doradca Robert McNamara. Relacja z wydarzeń jest autentyczna i bardzo szczegółowa.